# Aniseres subarcticus
Aniseres subarcticus är en stekelart som beskrevs av Humala 2007. Aniseres subarcticus ingår i släktet Aniseres och familjen brokparasitsteklar. Inga underarter finns listade i Catalogue of Life.